# Paunat
Paunat is een gemeente in het Franse departement Dordogne (regio Nouvelle-Aquitaine) en telt 302 inwoners (2005). De plaats maakte deel uit van het arrondissement Bergerac. Na de aanpassing van de arrondissementsgrenzen vanaf 2017 door het arrest van 30 december 2016 behoort zij tot het arrondissement Périgueux.
De kerk Saint-Martial gaat terug tot de 12e eeuw maar werd sterk verbouwd.

## Geografie
De oppervlakte van Paunat bedraagt 18,9 km², de bevolkingsdichtheid is 16,0 inwoners per km². De plaats ligt aan de Vézère en aan de beek Paunat.
De onderstaande kaart toont de ligging van Paunat met de belangrijkste infrastructuur en aangrenzende gemeenten.

## Demografie
Onderstaande figuur toont het verloop van het inwonertal (bron: INSEE-tellingen).